# Божидар Марковић
Божидар Марковић (Солун, 10. мај 1903 — Београд, 2002) био је преводилац са енглеског и француског језика на српски, правник и професор Правног факултета у Београду.

## Биографија
Студирао у Француској (1927–1930). Бавио се и научним радом из области права и других друштвених наука; аутор је студија: Essai sur la notion de Justice et l’elaboration du Droit prive positif (Париз, 1930), Право побијања изван стечаја (1935), Начела демократије (1937), Реформа нашег грађанског законодавства (1939), као и низа чланака из опште теорије права и правне филозофије (у правним и др. часописима од 1931. до 1941). Од посебног су значаја неки чланци о ауторскоправном положају преводилаца (Бабел, 1960, 1963. и 1966). Један од оснивача Удружења књижевних преводилаца Србије. Био је члан бројних преводилачких установа и форума: правни саветник Савеза књижевних преводилаца Југославије (1953–1963), потпредседник Савеза (1956–1958), члан Управе Савеза (1956–1969), представник Савеза у Југословенској ауторској агенцији (1953–1969) и др.

## Преводилачки рад
Преводио је дела Чарлса Дикенса (Оливер Твист, 1953); Вилијама Фокнера (Коњички гамбит 1954. и Бука и бес 1961), Џ. Б. Шоа (Млада црнкиња у трагању за богом, 1955), Гертруде Стајн (Меланкта, 1956), Жерара де Нервала (Одабрана дела, Београд, Нолит, 1956 – са С. Винавером и З. Мишићем), Џона Голсвортија (Конац дела, 1957), Жана-Пола Сартра (Путеви слободе, 1–3, 1958), Џонатана Свифта (Прича о бурету, 1958), Џорџа Мередита (Егоист, 1962), Џека Лондона (Бели очњак, 1962), Алфонса Додеа (Тартарен Тарасконац, 1963), Х. Л. Борхеса (Маштарије, 1963), Роберта Луиса Стивенсона (Острво с благом, 1964), Стендала (Картузијански манастир у Парми, 1964), Пјера Франкастела (Уметност и техника у XIX и XX веку, 1964) итд.